# しまんと (列車)
しまんとは、四国旅客鉄道（JR四国）および土佐くろしお鉄道が、高松駅 - 高知駅・中村駅・宿毛駅間を予讃線・土讃線・中村線・宿毛線経由で運行している特急列車である。

## 概要
香川県高松市と高知県を結ぶ列車で、本四備讃線を経由せず、本州に乗り入れていない。瀬戸内海や太平洋、吉野川沿いの大歩危・小歩危を走る風光明媚な列車としても名高い。
1988年（昭和63年）4月10日に瀬戸大橋線が開通したことにより、高松駅 - 高知駅・中村駅間を結んでいた特急「南風」のうち、高松駅発着のまま残された列車が「しまんと」として運転開始した。1989年（平成元年）以降、急行列車の「土佐」「あしずり」を編入している。
列車名は高知県南西部を流れる四万十川が由来となっている。

## 運行概況
2025年（令和7年）3月15日現在、高松駅 - 高知駅間で1往復（下り3号・上り2号）、高松駅 - 中村駅間で下り1本（1号）、高松駅 - 宿毛駅間で上り1本（4号）の計2往復が運転されている。所要時間は高松駅 - 高知駅間が最短2時間11分（上り）・高松発中村行きが4時間（下り）・宿毛発高松行きが4時間22分（上り）である。
JR四国は、土讃線の特急列車を岡山駅発着の「南風」にシフトさせているため、2025年（令和7年）3月14日までは宇多津駅・多度津駅 - 高知駅間で「南風」と併結する列車が2往復設定されていた。併結時の原則として、編成の岡山・高松側に「しまんと」、高知側に「南風」が連結されていた。このため、高知方面行きでは「南風」が先に宇多津駅に入り、「しまんと」が駅手前で信号待ちを行っていた。
かつてはゴールデンウィーク・お盆休み・年末年始といった多客時に、「しまんと」編成も「南風」に変更して1列車全車両を岡山駅発着とし、代わりに高松駅 - 宇多津駅・多度津駅間で定期「しまんと」と同じダイヤで走る臨時「しまんと」と接続させる場合もあった（この場合は宇多津駅または多度津駅で乗り換えとなっていた）。
2016年（平成28年）3月26日のダイヤ改正以降は7号の運行の時間が遅くなり「南風」21号と併結するようになっため、大杉駅に全列車停車するようになった。
2024年（令和6年）3月16日のダイヤ改正で、8号の発駅が高知駅から宿毛駅に変更され、「しまんと」は2年ぶりに宿毛線に乗り入れとなった。
2025年（令和7年）3月15日のダイヤ改正で、2往復が減便および「南風」との併結列車が消滅し、全列車が全区間単独運転となった。

### 停車駅
高松駅 - 坂出駅 - 丸亀駅 - 多度津駅 - 善通寺駅 - 琴平駅 - 阿波池田駅 - 大歩危駅 - 大杉駅 - 土佐山田駅 - 後免駅 - 高知駅 - 旭駅 - 朝倉駅 - 伊野駅 - 佐川駅 - 須崎駅 - 土佐久礼駅 - 窪川駅 - 土佐佐賀駅 -（土佐上川口駅）- 土佐入野駅 - 中村駅 ← 平田駅 ← 宿毛駅
- （ ）は一部の列車が停車[1]
  - 土佐上川口駅：下り1号が停車。
  - 高知駅→中村駅間は1号のみ運転。
  - 宿毛駅→高知駅間は4号のみ運転。
- 停車駅の詳細は以下の表を参照。

凡例
- ●：停車
- ─・←：通過（矢印は運転方向）

| 会社名          | 会社名  | JR四国 | JR四国 | JR四国 | JR四国   | JR四国   | JR四国   | JR四国 | JR四国     | JR四国   | JR四国 | JR四国     | JR四国 | JR四国 | JR四国 | JR四国 | JR四国 | JR四国 | JR四国 | JR四国     | JR四国 | 土佐くろしお鉄道 | 土佐くろしお鉄道 | 土佐くろしお鉄道 | 土佐くろしお鉄道 | 土佐くろしお鉄道 | 土佐くろしお鉄道 | 土佐くろしお鉄道 | 土佐くろしお鉄道 |
| 路線名          | 路線名  | 予讃線 | 予讃線 | 予讃線 | 予讃線   | 土讃線   | 土讃線   | 土讃線 | 土讃線     | 土讃線   | 土讃線 | 土讃線     | 土讃線 | 土讃線 | 土讃線 | 土讃線 | 土讃線 | 土讃線 | 土讃線 | 土讃線     | 土讃線 | 中村線           | 中村線           | 中村線           | 中村線           | 中村線           | 宿毛線           | 宿毛線           | 宿毛線           |
| 運行本数        | 号数    | 高松駅 | 坂出駅 | 丸亀駅 | 多度津駅 | 多度津駅 | 善通寺駅 | 琴平駅 | 阿波池田駅 | 大歩危駅 | 大杉駅 | 土佐山田駅 | 後免駅 | 高知駅 | 旭駅   | 朝倉駅 | 伊野駅 | 佐川駅 | 須崎駅 | 土佐久礼駅 | 窪川駅 | 窪川駅           | 土佐佐賀駅       | 土佐上川口駅     | 土佐入野駅       | 中村駅           | 中村駅           | 平田駅           | 宿毛駅           |
| --------------- | ------- | ------ | ------ | ------ | -------- | -------- | -------- | ------ | ---------- | -------- | ------ | ---------- | ------ | ------ | ------ | ------ | ------ | ------ | ------ | ---------- | ------ | ---------------- | ---------------- | ---------------- | ---------------- | ---------------- | ---------------- | ---------------- | ---------------- |
| 下り1本         | 1号     | ●      | ●      | ●      | ●        | ●        | ●        | ●      | ●          | ●        | ●      | ●          | ●      | ●      | ●      | ●      | ●      | ●      | ●      | ●          | ●      | ●                | ●                | ●                | ●                | ●                | ●                |                  |                  |
| 下り1本 上り1本 | 3号 2号 | ●      | ●      | ●      | ●        | ●        | ●        | ●      | ●          | ●        | ●      | ●          | ●      | ●      |        |        |        |        |        |            |        |                  |                  |                  |                  |                  |                  |                  |                  |
| 上り1本         | 4号     | ●      | ●      | ●      | ●        | ●        | ●        | ●      | ●          | ●        | ●      | ●          | ●      | ●      | ●      | ●      | ●      | ●      | ●      | ●          | ●      | ●                | ●                | ←                | ●                | ●                | ●                | ●                | ●                |
| 停車本数        | 下り    | 2      | 2      | 2      | 2        | 2        | 2        | 2      | 2          | 2        | 2      | 2          | 2      | 2      | 1      | 1      | 1      | 1      | 1      | 1          | 1      | 1                | 1                | 1                | 1                | 1                | 1                | 0                | 0                |
| 停車本数        | 上り    | 2      | 2      | 2      | 2        | 2        | 2        | 2      | 2          | 2        | 2      | 2          | 2      | 2      | 1      | 1      | 1      | 1      | 1      | 1          | 1      | 1                | 1                | 0                | 1                | 1                | 1                | 1                | 1                |

### 使用車両・編成

#### 現在の使用車両
高松運転所・高知運転所および土佐くろしお鉄道中村車両基地に所属する2700系気動車が使用されている。2019年（令和元年）9月3日より下り1号・上り10号に2700系が投入され（9月27日までは1号は水曜日から土曜日まで、10号は火曜日から金曜日まで2700系気動車で運転）、さらに2020年（令和2年）7月18日より下り7号・上り2号に、2021年（令和3年）3月13日から全ての列車で2700系が使用されるようになった。

#### 過去の使用車両
2000系
1989年（平成元年）3月11日 - 2021年（令和3年）3月12日
- 現在でも、特に多客期において2700系で運転の列車の多くに増結の必要が生じた場合は、「あしずり」「しまんと」のうちグリーン車を連結せず全区間単独走行する列車に限り代走することがある。

キハ181系
キハ185系
1988年（昭和63年）4月10日 - 1993年（平成4年）3月17日

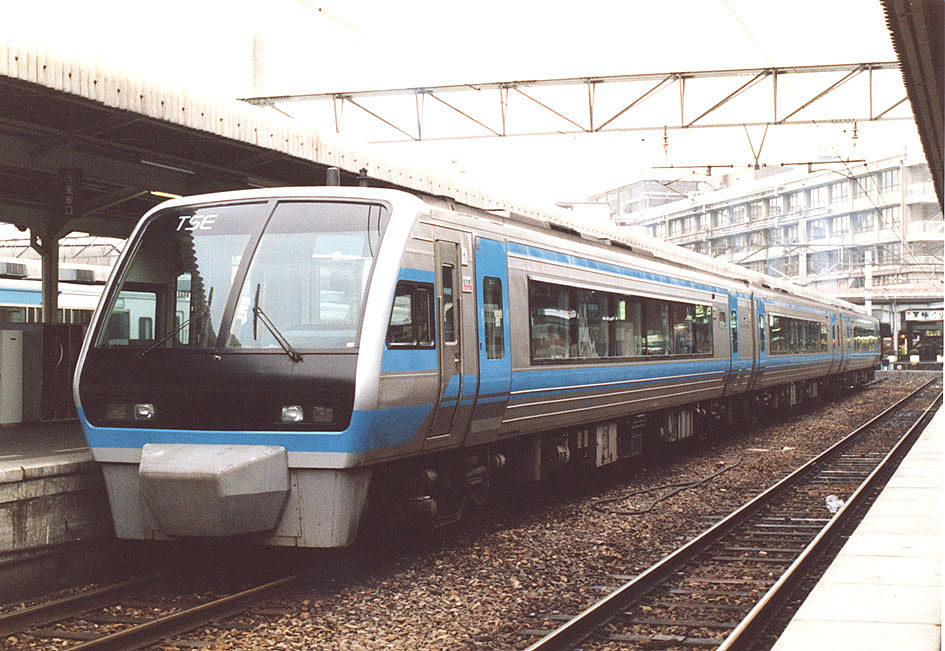
2000系試作編成（TSE） （1989年）
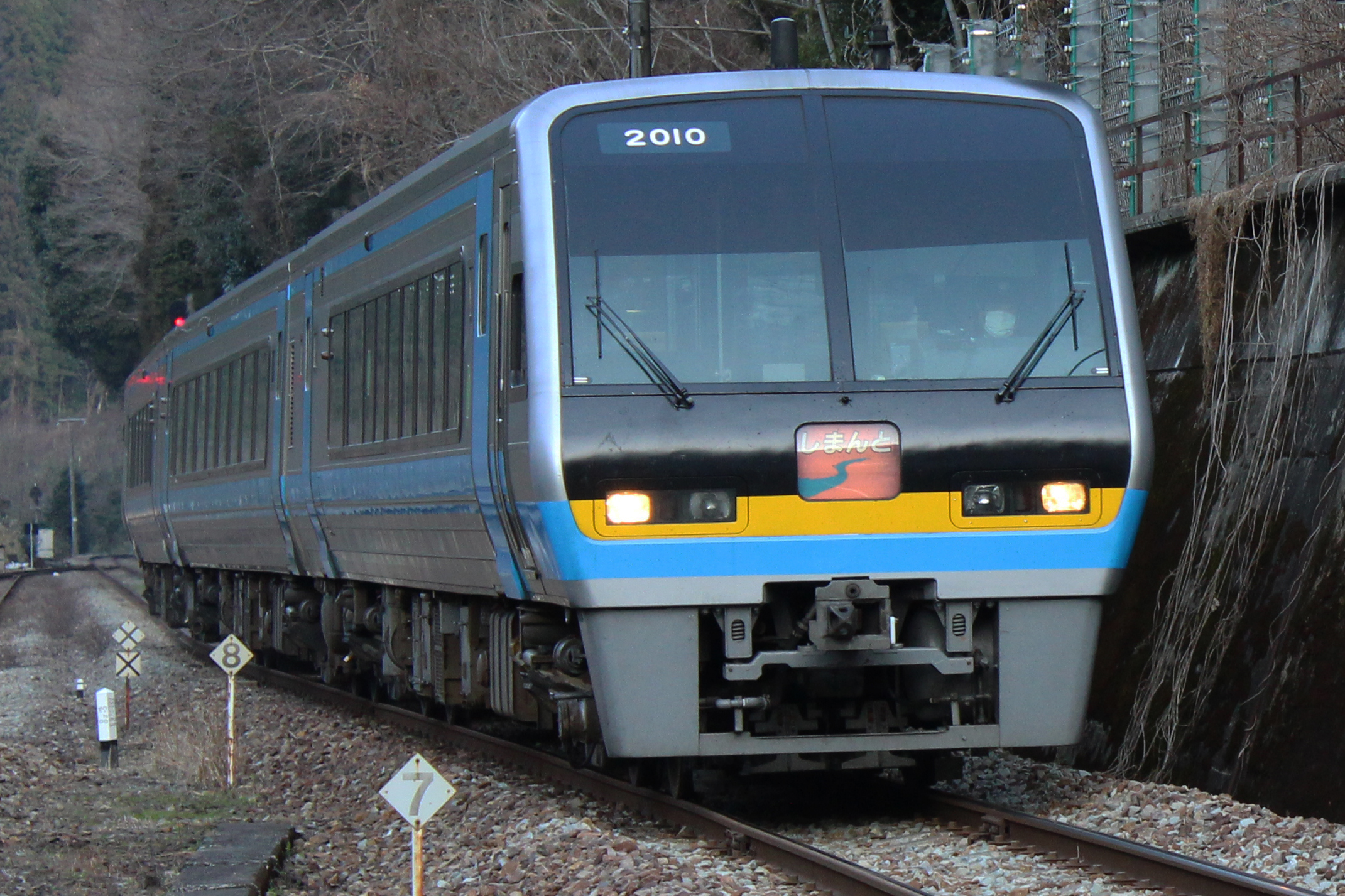
2000系 （2014年3月）
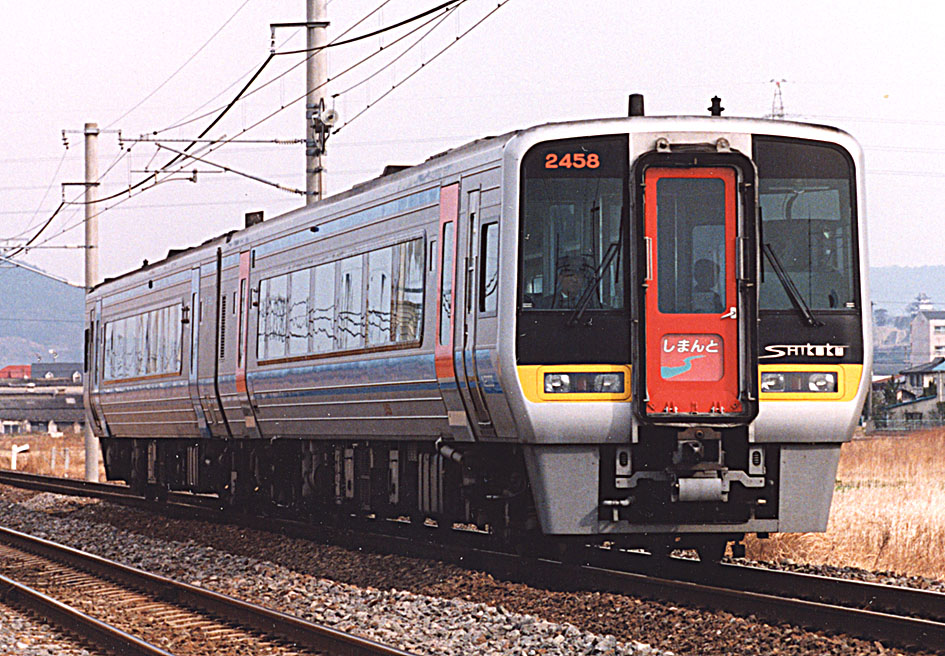
N2000系先行試作車 （1996年）
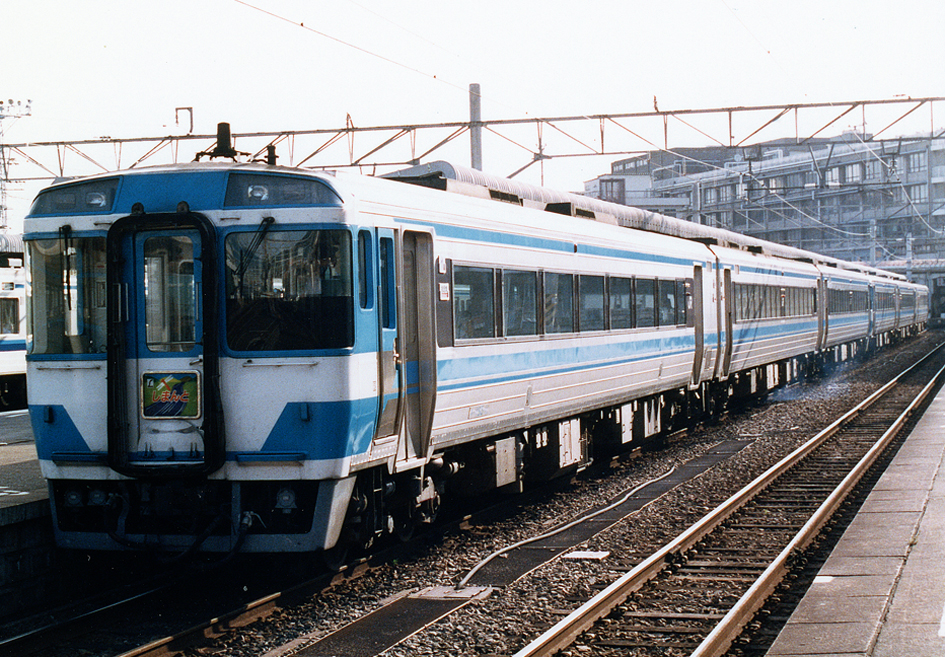
キハ185系 （1989年）
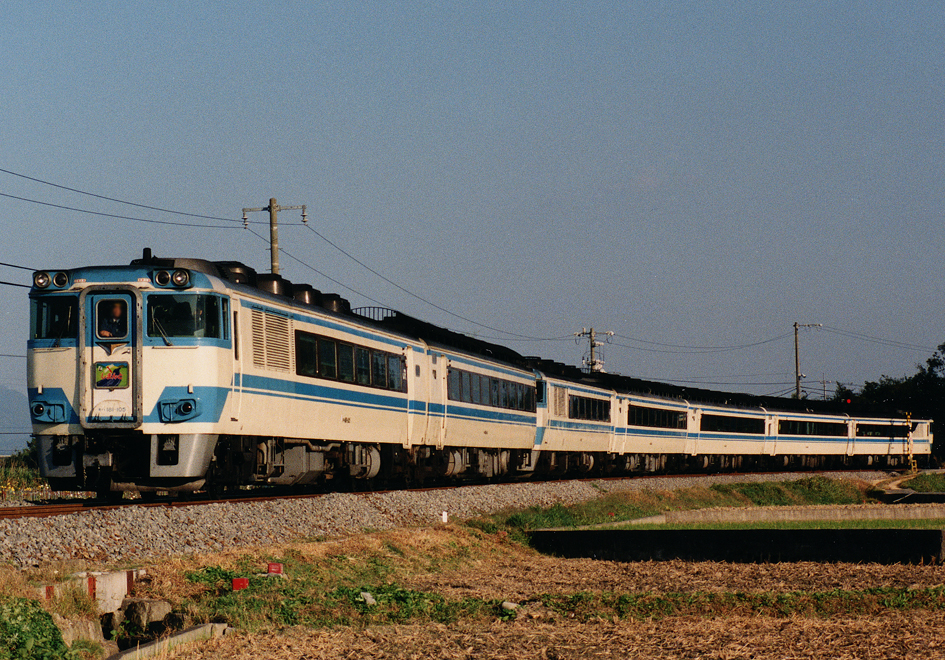
キハ181系 （1989年）

### 多客期の臨時列車
2025年（令和7年）3月14日までは運休となる多客期に高松駅 - 宇多津駅・多度津駅間で運転される臨時「しまんと」には2700系気動車以外が充当されることもあり、多くはキハ185系気動車を使用していたが、1998年（平成10年）には8000系電車（S編成）も使用されたほか、2016年（平成28年）夏季には8600系電車、2018年（平成30年）のゴールデンウィークには2600系気動車も使用された。

## 沿革
- 1988年（昭和63年）4月10日：瀬戸大橋線開通により、従来高松駅 - 高知駅・中村駅間を結んでいた特急「南風」が岡山駅発着となり、高松駅発着列車をエル特急「しまんと」と改称。当初は3往復。
- 1989年（平成元年）
  - 3月11日：2000系試作車「TSE」が高松駅 - 高知駅間臨時列車1往復に投入。
  - 7月22日：急行「土佐」「あしずり」を格上げして1往復増発され、4往復になる。
- 1990年（平成2年）11月21日：「土佐」1往復の格上げを含めて計2往復を増発され、6往復になる。
- 1991年（平成3年）11月21日：1往復増発して、7往復になる。
  - このうち6号は停車駅を阿波池田駅・琴平駅・丸亀駅・坂出駅の4駅に絞り、高松駅 - 高知駅間の所要時間が1時間59分と初めて2時間を切る。
- 1993年（平成5年）3月18日：使用車両が2000系に統一。
- 1997年（平成9年）
  - 10月1日：土佐くろしお鉄道宿毛線開業に伴い、一部列車が宿毛駅発着となる[18]。
  - 11月29日：2往復増発され、9往復になる[19]。
- 1998年（平成10年）
  - 3月14日：多度津駅 - 高知駅間で「南風」と併結する列車が2往復設定される。
  - 9月24日：高知豪雨による大規模な土砂崩壊・路盤崩壊などにより、阿波池田駅 - 高知駅間で運休。
    - 9月25日は多度津駅 - 高知駅間で、翌9月26日～10月30日は阿波池田駅 - 高知駅間でバス代行輸送。
    - 10月31日より阿波池田駅 - 大杉駅間の運行を再開し、バス代行輸送区間も大杉駅 - 高知駅間となる。

  - 12月25日：始発より全区間で運行を再開。
- 1999年（平成11年）3月13日：多度津駅 - 高知駅間で「南風」と併結していた2往復が「南風」単独になり、1往復減便されて6往復になる[20]。
- 2001年（平成13年）3月3日：多度津駅 - 高知駅間で「南風」と併結する列車が下り3本・上り2本設定される。上り1本減便となり、下り6本・上り5本になる。
- 2002年（平成14年）3月23日：「南風」との増解結駅を宇多津駅に変更する[21]。
- 2003年（平成15年）10月1日：宇多津駅 - 高知駅間で「南風」と併結する列車が上り2本増え、下り3本・上り4本になる。下り1本減便となり、5往復になる。
- 2005年（平成17年）
  - 3月2日：土佐くろしお鉄道宿毛駅衝突事故により宿毛駅 - 中村駅間が運休になる。
  - 6月13日：東宿毛駅 - 中村駅間で運行を再開（東宿毛駅は臨時停車扱い）。
  - 11月1日：宿毛駅 - 東宿毛駅間で運行を再開（東宿毛駅の臨時停車扱いを終了）。
- 2007年（平成19年）3月18日：下り1本が中村行きとなる。
- 2008年（平成20年）3月15日：喫煙ルームを除き全席禁煙になる[22]。
- 2011年（平成23年）3月12日：ダイヤ改正により次のように変更[23]。
  - 高知駅5時発の2号を新設。
  - 「南風」26号と併結する6号が廃止となり、「南風」併結列車が3往復になる。
  - エル特急の呼称を廃止。
  - 喫煙ルームが廃止される。
- 2012年（平成24年）3月17日：ダイヤ改正により次のように変更[24]。
  - 6号の時刻を繰り下げる。これに伴い、併結する「南風」が20号から24号となる。
  - 下り1号（高松発中村行き）と上り10号（宿毛発高松行き）をそれぞれ「あしずり」と系統分離。これに伴い、「しまんと」は全列車が高知駅発着となる。
- 2013年（平成25年）3月16日：9号と「南風」25号の併結作業を宇多津駅から多度津駅に変更[25]。
- 2014年（平成26年）3月15日：1号と「あしずり」3号が統合され、「しまんと」の中村駅乗り入れが復活[26]。
- 2016年（平成28年）3月26日：7号の運行時刻を約2時間繰り下げ、「南風」17号と併結となる。これに伴い、全列車が大杉駅に停車となる[2]。
- 2019年（平成31年・令和元年）
  - 3月16日：10号と「あしずり」12号が統合され、「しまんと」の宿毛駅乗り入れが復活[27]。
  - 9月3日：下り1号と上り10号に2700系を投入[28]。
- 2020年（令和2年）
  - 5月16日：この日から新型コロナウイルス感染症による乗客減のため6月12日まで、下り7号・9号と上り4・6号が併結を行う「南風」下り21・25号と上り4・24号と共に全区間で運休、下り1号と上り10号が高松駅 ‐ 高知駅間で運休[29]、下り3号・上り8号が、併結を行う「南風」下り1号と上り28号が同日まで岡山駅 ‐ 宇多津駅間で運休したため、高松駅 ‐ 高知駅間で単独運転に変更[30]。
  - 7月18日：下り7号と上り2号が2700系による運転に変更[31]。
- 2021年（令和3年）3月13日：全列車が2700系に統一[8][9][10]。
- 2022年（令和4年）3月12日︰ダイヤ改正により次のように変更[32][33]。
  - 下り9号と上り6号が廃止となり4往復となる。
  - 旧：10号を高知始発に変更、発車時刻を繰り上げ8号となる。「しまんと」の宿毛駅乗り入れが消滅[注 5]。
- 2024年（令和6年）3月16日：8号と「あしずり」18号が統合され宿毛始発となり、2年ぶりに「しまんと」の宿毛駅乗り入れが復活[3][4][5]。
- 2025年（令和7年）3月15日：ダイヤ改正により2往復が減便、これにより「南風」との併結列車が消滅[6]。